# Clase Smith
La clase Smith fue una serie de cinco destructores que prestaron servicio en la Armada de los Estados Unidos.
Los cinco buques de la clase, fueron construidos siguiendo las líneas de diseño de la clase Smith. Aunque, el Flusser y el Reid son en ocasiones considerados como buques de la clase Flusser. Fueron los primeros buques de la Armada de los Estados Unidos equipados con turbina de vapor y los últimos destructores estadounidenses en usar carbón como combustible.
La distribución de sus cuatro chimeneas, era un tanto singular, En los dos primeros buques de la clase, estaban las dos centrales, más juntas que estas, con respecto a las dos de los extremos. Mientras que los dos últimos, las tenían agrupadas por pares y el Preston, las tenía equidistantes

## Unidades
- USS Smith (DD-17) (1909-1919)
- USS Lamson (DD-18) (1910-1919)
- USS Preston (DD-19) (1909-1919)
- USS Flusser (DD-20) (1909-1919)
- USS Reid (DD-21) (1909-1919)